# أوغوستو سيلفا
أوغستو سيلفا هو لاعب كرة قدم برتغالي، ولد بتاريخ 6 فبراير 1939 في برسلش في البرتغال. لعب مع فيتوريا دي غيماريش ونادي بنفيكا.

## وصلات خارجية
- أوغوستو سيلفا على موقع قاعدة بيانات كرة القدم.إي يو (الإنجليزية)